# Porto Rico aux Jeux olympiques d'hiver de 2022
Porto Rico participe aux Jeux olympiques d'hiver de 2022 à Pékin en Chine du 9 au 20 février 2022. Il s'agit de sa huitième participation à des Jeux d'hiver.
Deux athlètes qui s'entraînent aux États-Unis dans le Rio Grande ont été pré-selectionnés par le comité national olympique,

## Athlètes engagés
| Sport     | Hommes | Femmes | Total |
| --------- | ------ | ------ | ----- |
| Skeleton  | 1      | 0      | 1     |
| Ski alpin | 0      | 1      | 1     |
| Total     | 1      | 1      | 2     |

## Résultats

### Skeleton
Kellie Delka est qualifiée, elle qui a également fait partie de la Team USA jusqu'en 2018
| Athlètes     | Épreuve | Course 1     | Course 1 | Course 2     | Course 2 | Course 3     | Course 3 | Course 4 | Course 4 | Total         | Total |
| Athlètes     | Épreuve | Temps        | Rang     | Temps        | Rang     | Temps        | Rang     | Temps    | Rang     | Temps         | Rang  |
| ------------ | ------- | ------------ | -------- | ------------ | -------- | ------------ | -------- | -------- | -------- | ------------- | ----- |
| Kellie Delka | Femmes  | 1 min 4 s 83 | 24e      | 1 min 4 s 47 | 24e      | 1 min 4 s 55 | 24e      | Éliminée | Éliminée | 3 min 13 s 85 | 24e   |

### Ski alpin
William Flaherty, frère de Charles Flaherty qui avait représenté le pays aux Jeux de Pyeongchang, a réussi à décrocher un quota sur ces spécialités de slalom et slalom géant
| Athlète          | Épreuve      | 1re manche    | 1re manche | 2e manche     | 2e manche | Total         | Total |
| Athlète          | Épreuve      | Temps         | Rang       | Temps         | Rang      | Temps         | Rang  |
| ---------------- | ------------ | ------------- | ---------- | ------------- | --------- | ------------- | ----- |
| William Flaherty | Slalom       | 1 min 9 s 86  | 51e        | 1 min 2 s 57  | 42e       | 2 min 12 s 43 | 44e   |
| William Flaherty | Slalom géant | 1 min 20 s 16 | 48e        | 1 min 21 s 26 | 38e       | 2 min 41 s 42 | 40e   |